# San Pedro de los Sauces
San Pedro de los Sauces es una localidad del estado mexicano de Michoacán. Es parte del municipio de Tarímbaro.

## Toponimia
El nombre «San Pedro» hace referencia al santo patrono de la localidad: Pedro el Apóstol.

## Demografía
| Gráfica de evolución demográfica |
|                                  |

| Censo | Población |
| ----- | --------- |
| 1900  | 284       |
| 1910  | 245       |
| 1921  | 274       |
| 1930  | 289       |
| 1940  | 354       |
| 1950  | 510       |
| 1960  | 1074      |
| 1970  | 881       |
| 1980  | 1160      |
| 1990  | 1753      |
| 2000  | 2042      |
| 2010  | 1925      |
| 2020  | 2629      |